# Toeslagmateriaal
Toeslagmateriaal (granulaat) (lat: granum of korrel) is een van de hoofdbestanddelen van onder andere mortel (voor beton) en grout. In Nederland en België wordt het toeslagmateriaal normaal gesproken gevormd door zand en grind, maar afhankelijk van de eisen die gesteld worden aan het beton, en de beschikbaarheid van materialen ter plekke, kunnen er ook stoffen zoals basalt, graniet, kalksteen, kwarts, puin, slak en dergelijke in verwerkt zitten.
Gewone mortel bestaat voor ongeveer 75% uit toeslagmateriaal. In betoncentrales wordt bij de samenstelling van het toeslagmateriaal gelet op de korrelgrootte van het materiaal en de zeefkromme, om een zo sterk mogelijk materiaal te verkrijgen.